# 桃園酒廠
25°03′24″N 121°22′31″E / 25.056583°N 121.375299°E
桃園酒廠為臺灣菸酒股份有限公司的酒廠之一，設立於1987年，是由臺北酒廠、板橋酒廠、樹林酒廠逐漸合併而來，時稱「臺北酒廠」，在2002年7月改名為「林口酒廠」，在2014年7月，配合桃園市升格直轄市而改名為「桃園酒廠」至今。其位於臺灣桃園市龜山區，是北台灣產能最大的酒廠，特色產品為清酒及紅麴葡萄酒。桃園酒廠除了酒類生產，亦為觀光酒廠，設有清酒館、紅麴館、健康生活館、酒銀行、葡萄酒坊、酒甕文物館。

## 歷史

### 台北酒廠
臺北酒廠原為設立於1914年的「芳釀株式會社酒造廠」，在1922年由專賣局徵收後改為專賣局直轄的「臺北酒工廠」。二戰後，於1947年更名為「臺灣省菸酒公賣局第一酒廠」，於1957年更名為「台灣省菸酒公賣局台北酒廠」，並在1987年結束業務，遷往林口新址，仍稱臺北酒廠，而臺北酒廠現為今日華山藝文特區。

### 板橋酒廠
專賣局為了因應日益成長的島內清酒需求量，在1937年開始規劃設立板橋造酒場，並在1939年3月11日，設立「臺北酒工場附屬板橋造酒場」，在同年9月15日開始造酒業務；同年10月日，改為專賣局直轄的「板橋酒工場」，製造清酒瑞光、福祿。二戰後，於1947年更名為「臺灣省菸酒公賣局第三酒廠」，仍以生產清酒為主。於1957年更名為「臺灣省菸酒公賣局板橋酒廠」，逐漸利用原清酒設備轉型改製紹興酒，並於1989年結束業務，併入位於林口的台北酒廠。板橋酒廠現為新板特區。

### 樹林酒廠
黃純青等9人於1906年，以資本金1,200圓在樹林成立了「樹林造酒公司」，是目前全台灣最老的百年酒廠品牌！其在1920年5月改組為「樹林紅酒株式會社」。台灣總督府在1922年4月實施酒類專賣後徵收了樹林紅酒株式會社，並改為專賣局直轄的「專賣局樹林製酒工場」，在同年7月1日開始造酒；同年11月，改稱「專賣局樹林造酒工場」，當時地址為台北州海山郡鶯歌街彭福字樹林238番地。在二戰前，是台灣製作紅酒最多的工廠，占全台產量的52%，產品包含紅酒黃雞、紅酒金雞、米酒赤標、米酒金標、米酒銀標、米酒特銀、泡盛。樹林酒廠內設有「太平神社」，例祭日為9月7日。
二戰後，於1947年更名為「台灣省菸酒公賣局第四酒廠」，仍以生產紅麴、紅露酒為主。於1957年更名為「台灣省菸酒公賣局樹林酒廠」，並在2000年結束業務，併入位於桃園龜山的台北酒廠。樹林酒廠現為大同科技園區。

## 外部連結
- 臺灣菸酒股份有限公司-桃園酒廠 （页面存档备份，存于）
- 桃園觀光酒廠的Facebook專頁